# Gustav Spörer

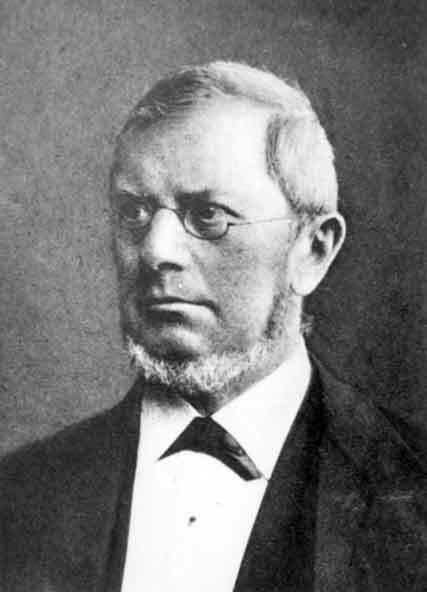
Friederich Wilhelm Gustav Spörer

Friederich Wilhelm Gustav Spörer (* 23. Oktober 1822 in Berlin; † 7. Juli 1895 in Gießen) war ein deutscher Astronom.

## Allgemeines
Er forschte auf dem Gebiet der Sonnenflecken und der Sonnenflecken-Zyklen. In diesem Zusammenhang wird er oft zusammen mit Edward Walter Maunder erwähnt. Spörer wies zuerst auf einen Zeitabschnitt niedriger Sonnenfleckenaktivität von 1645 bis 1715 hin. Dieser ist heute als Maunderminimum bekannt.
Spörer war ein Zeitgenosse von Richard Christopher Carrington, einem englischen Astronomen. Carrington gilt als Entdecker von Spörers Gesetz, das die Variation des Breitengrades während der Dauer eines Sonnenfleckenzyklus beschreibt. Spörer trug zu Carringtons Forschung auf dem Gebiet der Sonnenflecken-Wanderung bei. Er wird manchmal als deren Entdecker genannt.
Das von ihm entdeckte Spörerminimum war eine Periode niedriger Sonnenfleckenaktivität von circa 1420 bis 1570.

## Lebensdaten
Spörer besuchte von 1833 bis 1840 das Friedrich-Wilhelms-Gymnasium in Berlin und studierte danach bis 1843 an der Berliner Friedrich-Wilhelms-Universität Mathematik und Naturwissenschaften. Er promovierte bei Johann Franz Encke am 14. Dezember 1843 mit einer Arbeit zu einem Kometen von 1723.
Ab 1844 arbeitete er an der Neuen Berliner Sternwarte, deren erster Direktor Encke war. Nach Erwerb der Lehrbefähigung („facultas docendi“) arbeitete er als Lehrer für Mathematik und Naturwissenschaft in Bromberg, Prenzlau und ab 1849 am Städtischen Gymnasium Anklam, dort ab 1855 als Oberlehrer und ab 1862 als Professor. Spörer war in dieser Zeit auch Mathematiklehrer Otto Lilienthals.
1860 begann Spörer in Anklam mit astronomischen Beobachtungen auf dem Pulverturm der Stadt. 1868 erhielt er ein Fernrohr als Geschenk des Kronprinzen Friedrich Wilhelm. 1865 wandte sich Spörer mit einem Brief unter Erwähnung der Kirchhoffschen Spektralanalyse an Wilhelm Julius Foerster, den Nachfolger Enckes als Direktor der Berliner Sternwarte. Auf eine Anregung Försters geht die Errichtung des Potsdamer Astrophysikalischen Observatoriums zurück. Mit dessen Gründung im Jahr 1874 wechselte Spörer aus dem Schuldienst an das Observatorium in Potsdam. Im Jahr 1882 wurde er zum Mitglied der Leopoldina gewählt.
Nach langjähriger Tätigkeit als „1. Observator“ ging Spörer 1894 in den Ruhestand und verstarb nur ein Jahr später. Seine Wirkungsstätte trägt heute den Namen „Spörer-Turm“.
Der Mondkrater Spörer ist nach ihm benannt.

## Veröffentlichungen
- zahlreiche Arbeiten in den Astronomischen Nachrichten, 1861–1890 darunter:
- „Beobachtungen von Sonnenflecken, von Herrn Dr. Spörer in Anclam.“ – Serie von mehr als 50 Arbeiten, 1861–1871
  - 1. 1862 (Digitalisat)
  - 2. Die Stürme auf der Sonne. 1863 (Digitalisat)
  - 3. Zusammenstellung der aus mehrjährigen astronomischen Beobachtungen gewonnenen Resultate. 1868 (Digitalisat)
- sowie Arbeiten in: Publikationen des Astrophysikalischen Observatoriums zu Potsdam, 1889
- und Sirius. Zeitschrift für Populäre Astronomie, 1869–1891